# Епархия Вальдивии
Епархия Вальдивии (лат. Dioecesis Valdiviensis) — епархия Римско-Католической церкви c центром в городе Вальдивия, Чили. Епархия Вальдивии распространяет свою юрисдикцию на часть территории области Лос-Риос и часть провинции Вальдивии. Епархия Вальдивии входит в митрополию Консепсьона. Кафедральным собором епархии Вальдивии является Собор Пресвятой Девы Марии.

## История
14 июня 1910 года Римский папа Пий X учредил миссию Sui iuris Вальдивии, выделив её из епархии Сан-Карлос-де-Анкуда.
24 сентября 1924 года миссия sui iuris Вальдивии была преобразована в апостольскую администратуру.
8 июля 1944 года Римский папа Пий XII выпустил буллу Apostolicis sub plumbo Litteris, которой преобразовал апостольскую администратуру Вальдивии в епархию.
15 ноября 1955 года из епархия Вальдивии передала часть своей территории для возведения новой епархии Осорно.

## Ординарии епархии
- епископ Augusto Klinke Leier (1910 — 1928);
  - Sede vacante;
- епископ Teodoro Eugenín Barrientos (1931 — 1942);
- епископ Arturo Mery Beckdorf (1944 — 1955);
- епископ José Manuel Santos Ascarza (1955 — 1983);
- епископ Alejandro Jiménez Lafeble (1983 — 1996);
- епископ Рикардо Эссати Андрельо (1996 — 2001);
- епископ Ignacio Francisco Ducasse Medina (2002 — по настоящее время).

## Источник
- Annuario Pontificio, Libreria Editrice Vaticana, Città del Vaticano, 2003, ISBN 88-209-7422-3
- Бреве Apostolicis sub plumbo Litteris, AAS 36 (1944), стр. 321  (лат.)